# Гералд-Гарбор (Меріленд)
Гералд-Гарбор (англ. Herald Harbor) — переписна місцевість (CDP) в США, в окрузі Енн-Арундел штату Меріленд. Населення — 2869 осіб (2020).

## Географія
Гералд-Гарбор розташований за координатами 39°3′5″ пн. ш. 76°34′30″ зх. д. / 39.05139° пн. ш. 76.57500° зх. д. (39.051265, -76.574920).  За даними Бюро перепису населення США в 2010 році переписна місцевість мала площу 6,35 км², з яких 4,36 км² — суходіл та 1,99 км² — водойми.

## Демографія
Згідно з переписом 2010 року, у переписній місцевості мешкали 2603 особи в 1055 домогосподарствах у складі 730 родин. Густота населення становила 410 осіб/км².  Було 1154 помешкання (182/км²).
Расовий склад населення:
| - 94,1 % — білих - 1,9 % — чорних або афроамериканців - 0,7 % — азіатів - 0,3 % — вихідців з тихоокеанських островів - 0,2 % — корінних американців |

До двох чи більше рас належало 1,9 %. Частка іспаномовних становила 2,2 % від усіх жителів.
За віковим діапазоном населення розподілялося таким чином: 21,3 % — особи молодші 18 років, 68,6 % — особи у віці 18—64 років, 10,1 % — особи у віці 65 років та старші. Медіана віку мешканця становила 42,8 року. На 100 осіб жіночої статі у переписній місцевості припадало 102,4 чоловіків;  на 100 жінок у віці від 18 років та старших — 101,7 чоловіків також старших 18 років.
Середній дохід на одне домашнє господарство  становив 197 674 долари США (медіана — 113 313), а середній дохід на одну сім'ю — 248 147 доларів (медіана — 137 667). За межею бідності перебувало 0,8 % осіб, у тому числі 0,0 % дітей у віці до 18 років та 0,0 % осіб у віці 65 років та старших.
Цивільне працевлаштоване населення становило 1416 осіб. Основні галузі зайнятості: науковці, спеціалісти, менеджери — 23,9 %, освіта, охорона здоров'я та соціальна допомога — 15,1 %, публічна адміністрація — 12,9 %.